# Proctoporus
Genre
Synonymes
- Opipeuter Uzzell, 1969

Proctoporus est un genre de sauriens de la famille des Gymnophthalmidae.

## Répartition
Les 17 espèces de ce genre se rencontrent dans le Nord de l'Amérique du Sud.

## Description
Ce sont des sauriens diurnes et ovipares. Ils sont assez petits avec des pattes petites voire atrophiées.

## Liste des espèces
Selon The Reptile Database (13 mai 2016) :
- Proctoporus bolivianus Werner, 1910
- Proctoporus carabaya Goicoechea, Padial, Chaparro, Castroviejo-Fisher & de la Riva, 2013
- Proctoporus cephalolineatus Garcia-Perez & Yustiz, 1995
- Proctoporus chasqui (Chávez, Siu-Ting, Duran & Venegas, 2011)
- Proctoporus guentheri (Boettger, 1891)
- Proctoporus iridescens Goicoechea, Padial, Chaparro, Castroviejo-Fisher & de la Riva, 2013
- Proctoporus kiziriani Goicoechea, Padial, Chaparro, Castroviejo-Fisher & de la Riva, 2013
- Proctoporus lacertus (Stejneger, 1913)
- Proctoporus laudahnae Köhler & Lehr, 2004
- Proctoporus machupicchu Mamani, Goicoechea & Chaparro, 2015
- Proctoporus oreades (Chávez, Siu-Ting, Duran & Venegas, 2011)
- Proctoporus pachyurus Tschudi, 1845
- Proctoporus rahmi (De Grijs, 1936)
- Proctoporus spinalis (Boulenger, 1911)
- Proctoporus sucullucu Doan & Castoe, 2003
- Proctoporus unsaacae Doan & Castoe, 2003
- Proctoporus xestus (Uzzell, 1969)

## Publication originale
- Tschudi, 1845 : Reptilium conspectus quae in Republica Peruana reperiuntur et pleraque observata vel collecta sunt in itenere. Archiv für Naturgeschichte, vol. 11, no 1, p. 150-170 (texte intégral).